# 蒙达斯塔拉克
蒙达斯塔拉克（法語：Mont-d'Astarac，法語發音：[mɔ̃ dastaʁak]）是法国热尔省的一个市镇，属于米朗德区。

## 地理
蒙达斯塔拉克（43°19'41"N, 0°34'5"E）面积8.05 平方千米，位于法国奧克西塔尼大區热尔省，该省份为法国西南部内陆省份，北起顺时针与洛特-加龙省、塔恩-加龙省、上加龙省、上比利牛斯省、大西洋比利牛斯省和朗德省接壤。
与蒙达斯塔拉克接壤的市镇（或旧市镇、城区）包括：阿鲁埃德、萨里亚克-马尼奥阿克、泰尔姆马尼奥阿克、热斯河畔布洛涅、谢朗、拉拉讷阿尔凯、马南蒙塔内。

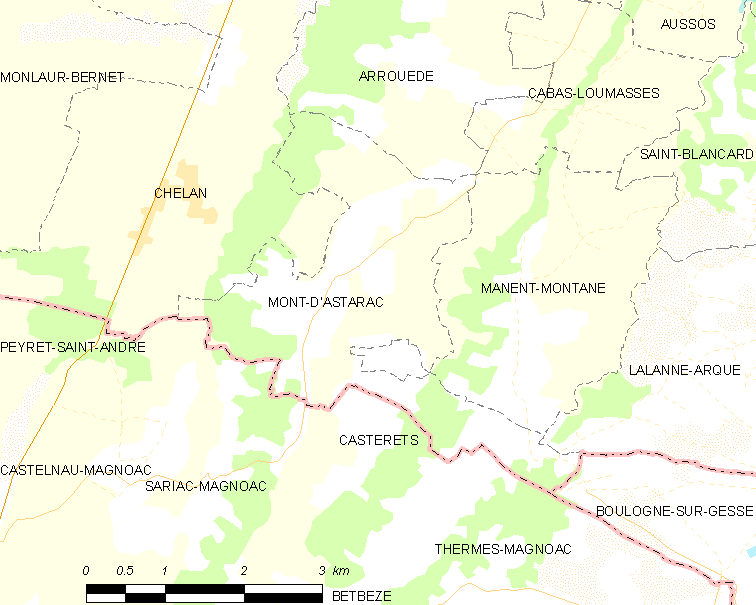
蒙达斯塔拉克的OSM定位图

蒙达斯塔拉克的时区为UTC+01:00、UTC+02:00（夏令时）。

## 行政
蒙达斯塔拉克的邮政编码为32140，INSEE市镇编码为32280。

## 政治
蒙达斯塔拉克所属的省级选区为阿斯塔拉克-日莫讷县。

## 人口

1962-2008年间蒙达斯塔拉克人口变化图示

蒙达斯塔拉克于2022年1月1日时的人口数量为91人。